# Mussurana
Genre
Mussurana est un genre de serpents de la famille des Colubridae (classé auparavant chez les Dipsadidae),.

## Répartition
Les espèces de ce genre se rencontrent en Amérique du Sud.

## Liste des espèces
Selon The Reptile Database (22 févr. 2012) :
- Mussurana bicolor (Peracca, 1904)
- Mussurana montana (Franco, Marques & Puorto, 1997)
- Mussurana quimi (Franco, Marques & Puorto, 1997)

## Systématique
Le nom valide complet (avec auteur) de ce taxon est Mussurana Zaher, Grazziotin, Cadle, Murphy, Moura-Leite & Bonatto, 2009.

## Publication originale
- Zaher, Grazziotin, Cadle, Murphy, de Moura-Leite & Bonatto, 2009 : Molecular phylogeny of advanced snakes (Serpentes, Caenophidia) with an emphasis on South American Xenodontines: a revised classification and descriptions of new taxa. Papéis Avulsos de Zoologia (São Paulo), vol. 49, no 11, p. 115-153 (texte intégral).